# 維克托·亞努科維奇
維克托·費多羅維奇·亞努科維奇（烏克蘭語：（ⓘ）
；俄語：；1950年7月9日—），前烏克蘭亲俄派政治人物，曾任烏克蘭總統並兩度出任烏克蘭總理，現因叛國罪遭烏克蘭政府剝奪頭銜及通緝。
2013年末，亚努科维奇在俄国压力下，违背竞选承诺拒绝和欧盟签订联系国协定和自由贸易协定，并试图加入俄国主导的欧亚经济共同体，引发了大规模的政治危机。在试图暴力镇压示威失败后，亚努科维奇于2014年2月21日逃亡至俄罗斯，并随即被乌克兰最高拉达投票罢免。随后，俄军聲稱西方干預烏克蘭，並借亚努科维奇要求俄国派兵进入乌克兰帮助其夺权之机，則對頓巴斯民兵提供武裝支持，普京反而得以趁機侵占了克里米亚半岛，這使得烏國境內的政治衝突，爆发為俄乌战争。
事后亚努科维奇自称从未支持俄国吞并克里米亚，并希望俄国总统普京能让克里米亚回归乌克兰，但俄国當時并未理会亚努科维奇的这一请求，于2014年3月即已径自宣布将克里米亚半岛正式吞并。2015年1月12日，乌克兰政府以貪污事證為由，通过国际刑警组织宣布将亚努科维奇列入“红色通缉令”名单，对其全球通缉。2019年1月24日，亚努科维奇在缺席审判被法院裁定叛国罪罪名成立，判处13年监禁。

## 早年经历
亞努科維奇於斯大林诺州（今頓涅茨克州）的葉納基耶韋市出生，他的白俄裔父親為一鐵路機車操作員，母親則為俄裔護士。兩歲喪母，青年時代與祖母相依為命。
他於1968年和1970年分別因犯搶劫及傷人罪而被判入獄，在2004年總統選舉中，他宣佈該兩起案件已在1978年獲判無罪，但未能出示有關文件。
1972年，亞努科維奇於當地一間巴士公司當電工，至1980年於頓涅茨克理工學院取得機械工程學位，隨後獲委派出任葉納基耶沃一家運輸公司的總經理，以及加入蘇聯共產黨。而他的政治事業是於1996年8月開始的，當時他獲委任為顿涅茨克州副州長，翌年5月14日出任該州州長，同時於1999年5月至2001年5月間出任頓涅茨克州議會主席。
2001年，他於烏克蘭外貿學院取得國際法碩士學位，其後也獲頒理學博士學位及教授資格。

## 兩任總理
2002年11月21日出任該國總理，期間曾參加2004年烏克蘭總統大選。在選舉中，在10月和11月的兩輪投票結果中他均比對手尤先科優勝。由於民眾、多國政府及國際組織均懷疑選舉結果受到操控，國會於12月1日宣佈選舉結果無效。
2006年8月5日，乌克兰國會根据总统尤先科的提名进行投票表决，批准亚努科维奇出任新一届政府总理。

## 總統

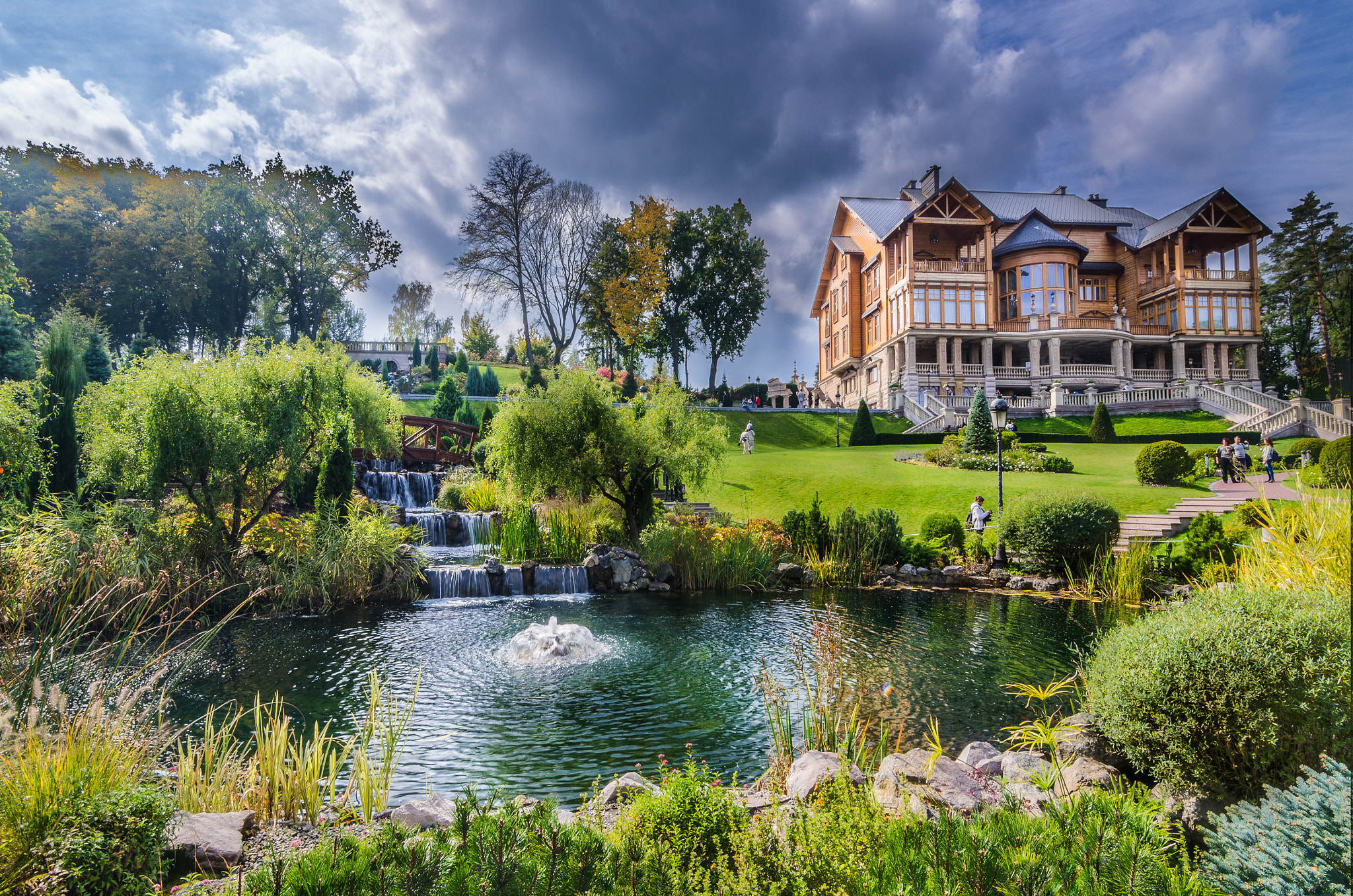
亞努科維奇位於梅兹希里亚的豪宅

2010年2月7日，亞努科維奇在2010年烏克蘭總統大選第二輪投票中成功當選為新一任的烏克蘭總統，並於同月25日在當地議會宣誓就職。他其後提名尼古拉·阿扎羅夫出任總理，並獲國會以242票通過任命。

### 外交政策
亞努科維奇擔任總統期間向俄羅斯方面保證乌克兰不会加入北约、保证俄语的地位、延长俄罗斯黑海舰队驻乌克兰基地的租期。2010年7月，亚努科维奇签署了《对内对外政策原则法》，从法律上确定烏克蘭的不结盟地位。

### 财政政策
2010年11月30日，在大规模抗议后，亚努科维奇否决了最高拉达制定的税法草案。2010年12月3日，亚努科维奇颁布新税法，决定对商人的征税仍保持不变，预计将利得税从当时的25%逐步下调至16%，将增值税从20%逐步下调至17%，将个人所得税率由统一的15%改为累進稅制，预计将股息稅自15%下调至5%，此外将首次对房地产征税。

### 语言政策
2009年9月3日，亚努科维奇称，如果他成为总统，他将尽一切努力使俄语成为乌克兰的第二国语。2010年3月9日，亚努科维奇在当选总统后的一个月时会见塔拉斯·舍甫琴科国家奖获得者，称“乌克兰将继续把乌克兰语作为其唯一的官方语言来推广”。2012年，亚努科维奇签署法案，规定官方语言仍为乌克兰语，而“区域语言”为当地不少于10%的人口使用的语言。居住在特定地区的居民有义务使用和发展当地区域语言。2018年，该法被乌克兰最高法院裁定违宪。

### 政治危机
2013年底，亞努科維奇在俄羅斯的壓力下，违背竞选承诺拒絕與歐盟簽署自由貿易協定，并试图加入俄国主导的欧亚经济共同体，引發烏克蘭政治危機，乌克兰各地爆发了大规模的示威运动，要求亚努科维奇履行承诺同歐洲聯盟簽署聯合協議和自由貿易協議，拒絕成為歐亞經濟共同體成員國。随后示威运动其後漫延至乌克兰全境，亚努科维奇当局强行通过违宪的乌克兰反示威法并试图暴力弹压抗议，结果导致更大规模的冲突。2014年1月，亞努科維奇在抗议压力下向反對派做出讓步，接受了內閣的全體辭職，總理阿扎羅夫辭職下台。但示威者坚持要求亞努科維奇政府下台、提前舉行大選、對現屆政府人員進行制裁，并且坚持堅持烏克蘭必須與歐盟而不是與俄罗斯加強關係的主張。
2014年2月21日晚，亚努科维奇以访问哈尔科夫市做為偽裝离开基辅并叛逃至俄罗斯莫斯科。2014年2月22日白天，乌克兰媒体宣布总统亚努科维奇失踪。下午，烏克蘭國會表決將總統亞努科維奇革職。2月28日，亞努科維奇在俄国頓河畔羅斯托夫開記者會，但拒絕辭職，并称自己之所以离开乌克兰是因为自己和亲人的人身安全受到威胁。亚努科维奇叛逃后，请求俄国出兵帮助其复位，但俄国却趁机派出除去了识别标识的俄军部队（小绿人）占领了克里米亚半岛和塞凡堡直辖市并在控制当地议会后举办了不受国际承认的“入俄公投”，强行吞并了克里米亚半岛。2月24日，亞努科維奇被烏克蘭警方通緝。
亚努科维奇事后承认是其要求俄国出兵乌克兰协助其夺权，但称其从未支持俄罗斯吞并克里米亚，并希望俄总统普京能让克里米亚回归乌克兰。亚努科维奇称“克里米亚从乌克兰分离出去”是一场“悲剧”，他难以接受。他希望有朝一日克里米亚能重归乌克兰”。但俄国并未理会亚努科维奇的请求。3月18日，俄羅斯径自宣布将克里米亞和塞瓦斯托波爾市吞并，作為聯邦主體編入克里米亞聯邦管區。

### 贪污指控
2014年9月30日，乌克兰总检察长指控亚努科维奇涉嫌贪污，称其任内挪用2.2亿格里夫纳公款，以在乌克兰电信公司的基础上建立自己的私营通信公司。2014年2月24日，乌克兰总理阿爾謝尼·亞采紐克称，亚努科维奇任内，国库中共丢失370亿美元的贷款。此外，在亚努科维奇担任总统的三年内，约700亿美元资金被转移出国，相当于乌克兰2013年GDP的一半左右。当时政府账户内仅剩4.3亿美元，而乌克兰中央银行的外汇储备为150亿美元。浦洛基在《欧洲之门》一书中称，亚努科维奇此举威胁到乌克兰的经济和金融稳定，到2013年秋，乌克兰已处于债务违约边缘。

### 復辟失敗
俄罗斯于2022年2月24日对乌克兰发动了全面進攻。2022年3月2日，據乌克兰真理报报道，乌克兰情报部门认为，亞努科維奇在此期間身處白俄罗斯的明斯克，俄罗斯打算在俄罗斯军队控制基辅的情况下宣布亚努科维奇为乌克兰总统，但由于俄军在基辅战役中被乌克兰武装部队击败，未能占领乌克兰首都基辅而作罢。

## 全球通缉
2015年1月12日，前总统亚努科维奇以及前总理阿扎罗夫、前财政部长科洛博夫等人因为涉嫌贪污和挪用公共财产等，被乌克兰政府通过国际刑警组织进行全球红色通缉。
依据乌克兰政府的相关指控，国际刑警组织将亚努科维奇等4人列入了全球通缉名单。该组织的网站显示，亚努科维奇是因为涉嫌贪污、挪用和侵占公共财产等而成为“红色通缉令”的对象。除此之外，包含前总理阿扎罗夫、前财政部长科洛博夫等人也在通缉令的名单之列。2014年3月当时的乌克兰就指控其涉嫌滥用职权和谋杀等罪名，并申请国际刑警组织发布红色通缉令，但那次却被该组织驳回。依照国际刑警组织的规程，亚努科维奇一旦遭逮捕，相关国家的警方就有义务将其移交给乌克兰政府 。
2014年10月3日，乌克兰称亚努科维奇获得俄罗斯国籍。2016年5月18日，亚努科维奇的律师否认此事。
2019年1月24日，乌克兰首都基辅一家法院经缺席审理后裁定亚努科维奇犯叛国罪，判处13年监禁。

## 軼事
亞努科維奇在2010年接受記者訪問時提及到基輔市內正在開始佈置聖誕樹，但是他忘記此詞在烏克蘭語中的說法（ялинка，yalynka），於是停頓了十多秒後，用俄語中的「聖誕樹」一詞（ёлка，yolka）代替。其後這一片段被烏克蘭網民用來諷刺他身為乌克兰总统，卻不会乌克兰语的事實。

## 荣誉

### 外国勋章奖章
- 何塞·马蒂勋章（古巴，2011年10月21日[37])
- 大勋位菊花大绶章（日本，2011年1月11日公布[38]）

## 備注
1. ↑  烏克蘭語羅馬化：Viktor Fedorovych Yanukovych，發音：[ˈwiktor ˈfɛdorowɪtʃ jɐnʊˈkɔwɪtʃ]
2. ↑  俄語羅馬化：Viktor Fyodorovich Yanukovich